# NGC 6480
NGC 6480 é uma nuvem estelar na direção da constelação de Scorpius. O objeto foi descoberto pelo astrônomo John Herschel em 1836, usando um telescópio refletor com abertura de 18,6 polegadas. 